# Индикатор отклонения курса

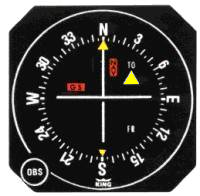

Индикатор отклонения курса (англ. Course deviation indicator ) — бортовой пилотажно-навигационный прибор, показывающий отклонение между реальным курсом полёта самолёта и расчётным. При положении воздушного судна левее от заданной траектории указательная стрелка отклоняется вправо, и наоборот.
Встроенная функция VOR-навигации позволяет контролировать заданный курс самолёта в автоматическом режиме.